# Kościół Matki Boskiej Bolesnej w Bobolicach
Kościół Matki Boskiej Bolesnej, Sanktuarium Matki Boskiej Bolesnej – zabytkowy kościół w miejscowości Bobolice (województwo dolnośląskie). 
Kościół parafialny pw. Matki Boskiej z  XV-XVIII w. W przyporze świątyni wmurowana tablica z kartuszem zawierającym herby fundatora Hansa von Reibnitz i jego żony Barbary von Stosch i rok 1447. 

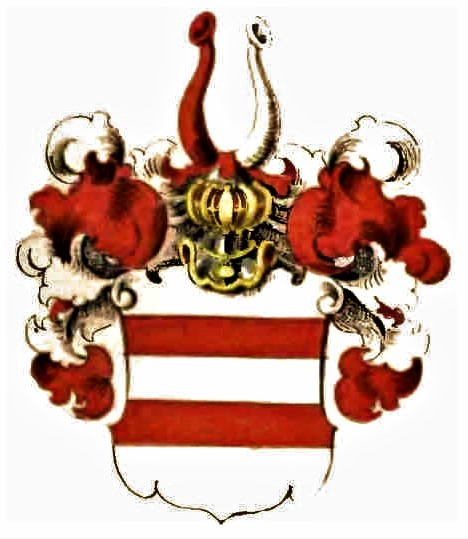
Herb Hansa von Reibnitza
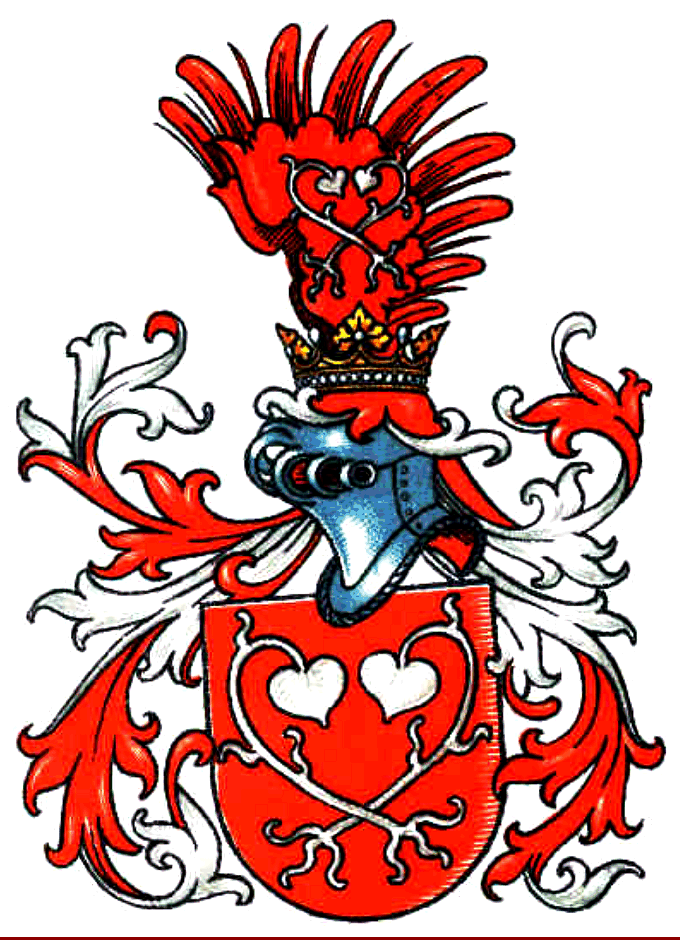
Herb  Barbary von Stosch

## Kult Matki Boskiej Bolesnej
Kult Matki Boskiej sięga pierwszej połowy XV wieku i związany jest z gotycką figurką Piety. Rzeźba, wykonana z drewna, mierzy około 60 cm wysokości i uchodzi za obiekt licznych łask. Pierwotnie umieszczona była na drzewie w ogrodzie należącym do rodu Reibnitzów i znana była jako „Pani z zielonego drzewa”. W 1495 roku została przeniesiona do nowo budowanego kościoła pielgrzymkowego. Przez wieki wokół wizerunku rozwinął się silny kult maryjny, a miejsce to stało się celem licznych pielgrzymek .